# Howard Chandler Robbins Landon
Pour les articles homonymes, voir Landon.
Howard Chandler Robbins Landon est un musicologue américain né le 6 mars 1926 à Boston (Massachusetts), mort le 20 novembre 2009 à Rabastens, dans le Tarn.

## Biographie
Il étudie la musique au Swarthmore College (Pennsylvanie) et à l'Université de Boston, puis s'installe en Europe où il travaille comme critique musical. À partir de 1947, il commence ses recherches à Vienne sur Joseph Haydn, compositeur dont il est devenu un spécialiste reconnu. Son livre Symphonies of Joseph Haydn est publié en 1955, suivi à la fin des années 1970 par son monumental ouvrage en cinq volumes Haydn: Chronicle and Works. Il a également fait paraître des éditions critiques de plusieurs œuvres de Haydn.
Robbins Landon a également publié des travaux sur d'autres compositeurs du XVIIIe siècle, en particulier Wolfgang Amadeus Mozart (dont il est un des meilleurs biographes), Ludwig van Beethoven et Antonio Vivaldi.

## Œuvres (sélection)
- (en) The Symphonies of Joseph Haydn, New York, Macmillan, 1956, 862 p.
- (en) Haydn : Chronicle and Works, vol. 1 : Haydn: The Early Years, 1732-1765, Bloomington, Indiana University Press, 1976–1980, 656 p. (ISBN 978-0-500-01169-0 et 0-500-01169-9)
- (en) Haydn : Chronicle and Works, vol. 2 : Haydn at Eszterháza, 1766-1790, Bloomington, Indiana University Press, 1994, 800 p. (ISBN 978-0-500-01168-3 et 0-500-01168-0)
- (en) Haydn : Chronicle and Works, vol. 3 : Haydn in England, 1791-1795, Bloomington, Indiana University Press, 1994, 640 p. (ISBN 978-0-500-01164-5 et 0-500-01164-8)
- (en) Haydn : Chronicle and Works, vol. 4 : Haydn: The Years of "The Creation", 1796-1800, Bloomington, Indiana University Press, 1977, 656 p. (ISBN 978-0-500-01166-9 et 0-500-01166-4)
- (en) Haydn : Chronicle and Works, vol. 5 : Haydn: The Late Years, 1801-1809, Bloomington, Indiana University Press, 1976, 496 p. (ISBN 978-0-500-01167-6 et 0-500-01167-2)
- (en) Haydn : A Documentary Study, New York, Rizzoli, 1981, 224 p. (ISBN 0-8478-0388-0)
- Haydn  (trad. de l'anglais par Sylvie Durastanti), Paris, Chêne/Hachette, 1981, 224 p. (ISBN 2-85108-295-7, OCLC 77374118, BNF 34668623)
- (en) Handel and his World, Boston, Little Brown & Co, 1984, 256 p. (ISBN 0-316-51360-1)
- (en) avec David Wyn Jones, Haydn : His Life and Music, Bloomington, Indiana University Press, 1988, 383 p. (ISBN 0-253-37265-8)
- Robbins Landon (dir.) (trad. de l'anglais par Dennis Collins), Dictionnaire Mozart [« Mozart Compendium »], Paris, Fayard, coll. « Les Indispensables de la musique », 1997 (1re éd. 1990), 672 p. (ISBN 2-213-59917-3, OCLC 470808771, BNF 41223250)
- Mozart et les francs-maçons : le mystère de la loge A l'espérance couronnée [« Mozart and the Masons : New Light on the Lodge "Crowned Hope" »]  (trad. de l'anglais par Dennis Collins), Paris, Thames & Hudson, 1991, 112 p. (ISBN 2-87811-039-0)
- (en) Vivaldi : Voice of the Baroque, New York, Thames & Hudson, 1993, 208 p. (ISBN 0-500-01576-7)
- (en) Mozart and Vienna, New York, Schirmer Books, 1994, 208 p. (ISBN 0-02-872026-1)
- Mozart en son âge d'or, 1781-1791  (trad. de l'anglais par Dennis Collins), Paris, Fayard, 1996, 364 p. (ISBN 2-213-59675-1)
- Mozart connu et inconnu [« The Mozart essays »]  (trad. de l'anglais par Dennis Collins), Paris, Gallimard, coll. « Arcades » (no 46), 1996, 333 p. (ISBN 2-07-074302-0, OCLC 35984128, BNF 35818014)
- 1791 - La dernière année de Mozart [« 1791: Mozart's Last Year »]  (trad. de l'anglais par Dennis Collins), Paris, Fayard, 2005, 320 p. (ISBN 2-213-62734-7)